# 20 Dywizja Polowa Luftwaffe
20 Dywizja Polowa Luftwaffe (niem. 20 Luftwaffe Feld Division) – utworzona została na terenie Niemiec 8 marca 1943 r. W listopadzie 1943 roku przemianowano ją (jak wszystkie dywizje polowe Luftwaffe) na 20 Feld Division (L) i przydzielono do wojsk lądowych. 1 czerwca 1943 r. kolejny raz zmieniono nazwę dywizji na 20 Dywizję Szturmową Luftwaffe (20. Luftwaffen-Sturm-Division).

## Szlak bojowy
Dwa tygodnie po sformowaniu dywizję przeniesiono do Aalborga w Danii, gdzie została wzmocniona wchłaniając 23 pułk lotniczy i pomniejsze jednostki. W czerwcu 1944 znalazła się we Włoszech i walczyła pod Orvieto i Livorno ponosząc przy tym ciężkie straty. Ocalałych żołnierzy zdziesiątkowanej dywizji przydzielono do innych jednostek a ją rozwiązano 3 stycznia 1945 r.

## Struktura organizacyjna dywizji
Skład bojowy dywizji (1943) :
- 39 pułk strzelców Luftwaffe
- 40 pułk strzelców Luftwaffe
- 20 polowy pułk artylerii Luftwaffe
- 20 polowy batalion cyklistów Luftwaffe
- 20 polowy batalion przeciwpancerny Luftwaffe
- 20 polowy batalion inżynieryjny Luftwaffe
- 20 polowa kompania łączności Luftwaffe
- 20 polowe dywizyjne oddziały zaopatrzeniowe Luftwaffe

## Dowódcy dywizji
- Generalleutnant Wolfgang Erdmann (od 1 kwietnia 1943),
- Oberst Hermann Vaue (od 5 kwietnia 1943),
- Generalmajor Robert Fuchs (od sierpnia 1943),
- Generalmajor Erich Fronhöfer (od 1 września 1943),
- Generalmajor Wilhelm Crisolli (od 25 listopada 1943 do 12 września 1944, gdy został zabity przez partyzantów pod Modeną),
- Oberst Völcker (od 12 września 1944),
- ponownie Generalmajor Erich Fronhöfer (od września 1944 do końca)[3].